# Palacio de Christiansborg
El Palacio de Christiansborg (en danés: Christiansborg Slot; pronunciado /kʰʁestjænsˈpɒˀ ˈslʌt/) es un palacio y edificio gubernamental situado en el islote de Slotsholmen en Copenhague, Dinamarca. Es la sede del Folketing (Parlamento danés), la oficina del primer ministro danés y la Corte Suprema danesa. Además, varias partes del palacio son utilizados por la monarquía danesa, incluyendo las salas de recepción Real, la capilla del palacio y las caballerizas reales.
El palacio es la casa de los tres poderes supremos de Dinamarca: el poder ejecutivo, poder legislativo y el poder judicial. Es el único edificio del mundo que alberga las tres ramas de gobierno de un país. Por ello, el nombre de Christiansborg se utiliza también con frecuencia como metonimia del sistema político danés y coloquialmente se le suele llamar Rigsborgen ("el castillo del reino") o simplemente Borgen ("el castillo").
El edificio actual, el tercero con este nombre, es el último de una serie de castillos y palacios sucesivos construidos en el mismo lugar desde la edificación del primer castillo en 1167. Desde principios del siglo XV, los distintos edificios han servido como base de la administración central; hasta 1794 como residencia principal de los reyes daneses y después de 1849 como sede del parlamento.
En la actualidad, el palacio es testigo de tres épocas de la arquitectura danesa como resultado de dos graves incendios. El primer incendio se produjo en 1794 y el segundo en 1884. La parte principal del actual palacio, terminado en 1928, es de estilo neobarroco historicista. La capilla data de 1826 y es de estilo neoclásico. La Pista de Equitación se construyó entre 1738 y 1746, en estilo barroco.
El palacio de Christiansborg es propiedad del estado danés y está dirigido por la Agencia de Palacios y Propiedades. Varias partes del palacio están abiertas al público.

## Historia
El edificio actual es el último de una serie de castillos y palacios construidos sucesivamente en el mismo sitio desde la construcción del primer castillo en 1167. Desde principios del siglo XV, los diferentes edificios han servido como la base de la administración central. hasta 1794, como la residencia principal de los reyes daneses, y después de 1849, como la sede del Parlamento. El palacio de hoy es testigo de tres épocas de la arquitectura danesa, como resultado de dos incendios graves. El primer incendio se produjo en 1794 y el segundo en 1884. La parte principal del palacio actual, terminado en 1928, es de un estilo historicista neobarroco. La capilla, que data de 1826, es de estilo neoclásico. La Pista de Equitación se construyó de 1738 a 1746, en un estilo barroco.

### Castillo de Absalón

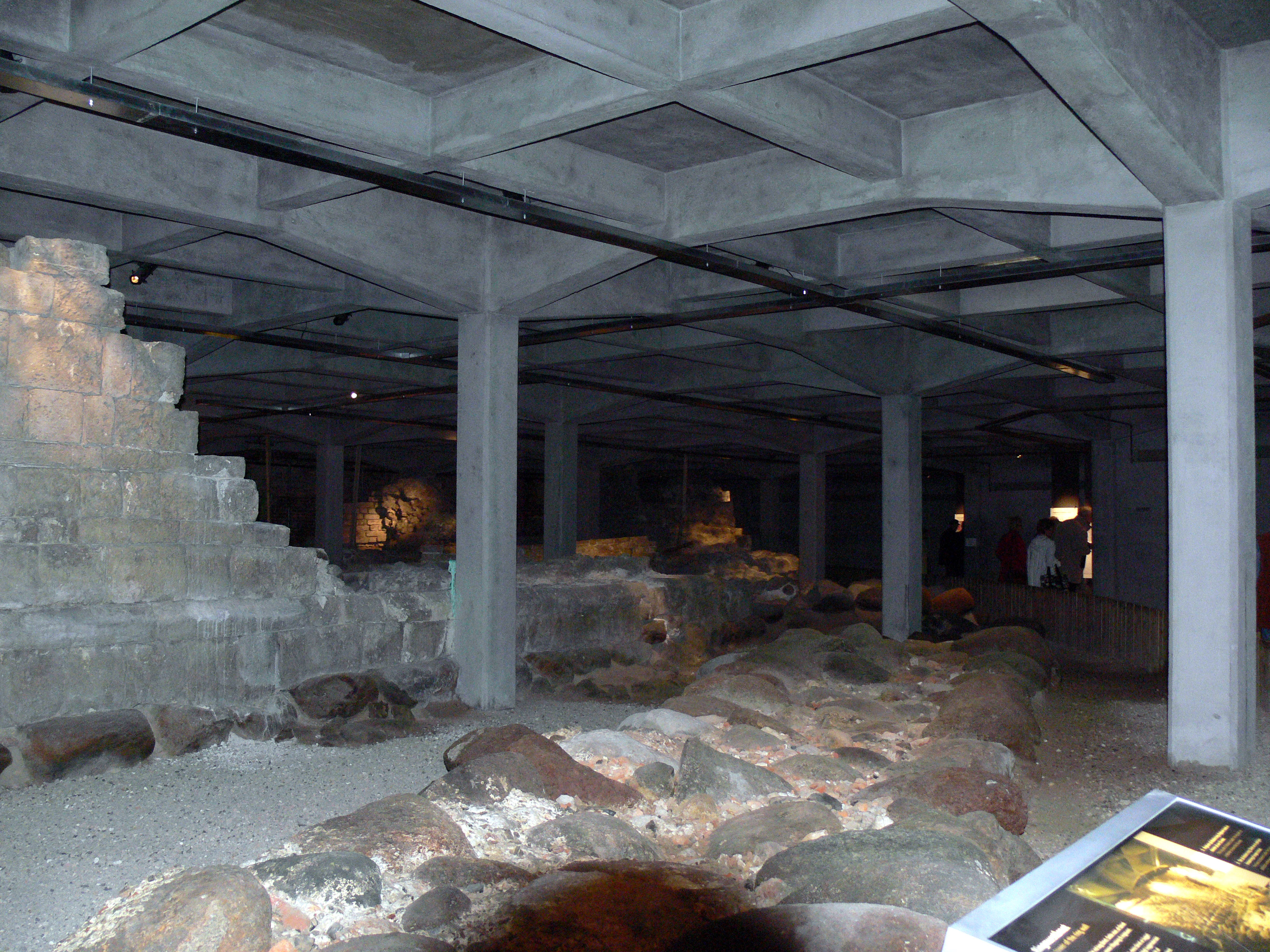
Excavaciones subterráneas con las ruinas del Castillo de Absalón.

El primer castillo del lugar fue el Castillo de Absalón, construido en 1167 por el obispo Absalón. Según el cronista danés Saxo Grammaticus, el obispo Absalon de Roskilde construyó un castillo en 1167 en una pequeña isla fuera del puerto de Copenhague. El castillo estaba formado por una muralla que rodeaba un patio cerrado con varios edificios, como el palacio del obispo, una capilla y varios edificios menores.
A la muerte de Absalón, en 1201, la posesión del castillo y de la ciudad de Copenhague pasó a los obispos de Roskilde. Sin embargo, unas décadas más tarde estalló una amarga disputa entre la corona y la iglesia, así durante casi dos siglos la propiedad del castillo y la ciudad se disputó entre reyes y obispos. Además, el castillo fue atacado con frecuencia, por ejemplo, por los piratas vendos y las ciudades hanseáticas. Durante los años 1249 a 1259 fue ocupado y saqueado.
En 1370, el rey Valdemar IV de Dinamarca fue derrotado en un conflicto con la Liga Hanseática, que ordenó la demolición del castillo y envió a 40 canteros a demolerlo piedra a piedra. El castillo había sido durante mucho tiempo una terrible molestia para el comercio de las ciudades hanseáticas en el Sund y había llegado el momento de eliminarlo.

### Castillo de Copenhague

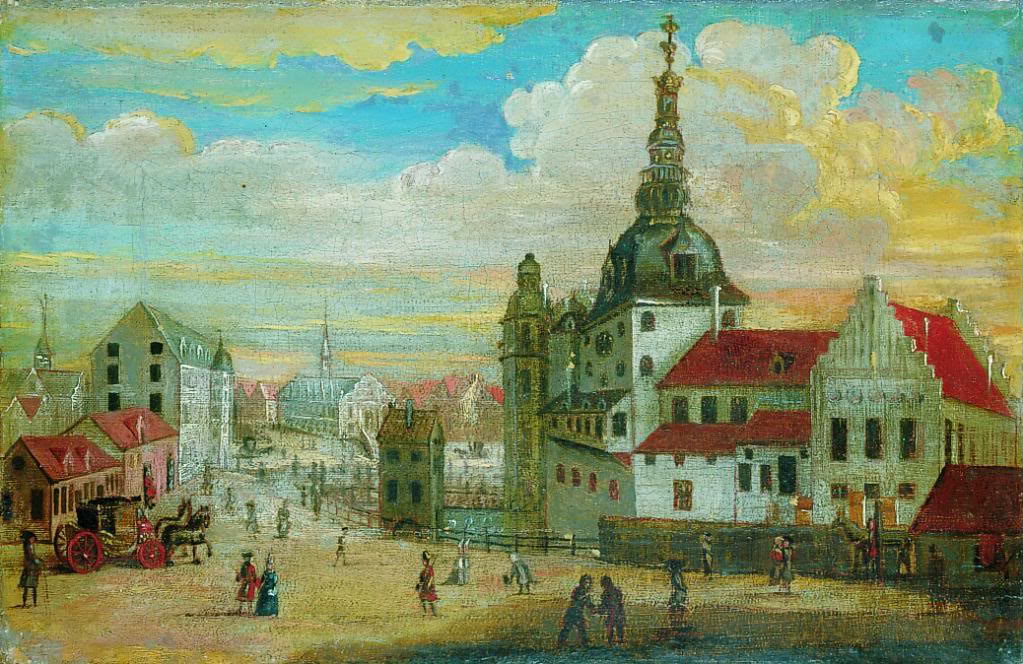
El Castillo de Copenhague en 1698.

Durante los años posteriores a la demolición del castillo del obispo Absalón por parte de la Liga de la Hansa en 1369, las ruinas de la isla se cubrieron con terraplenes, sobre los que se construyó una nueva fortaleza, el Castillo de Copenhague, que se completó a finales del siglo XIV. El castillo tenía un muro de cortina y estaba rodeado por un foso con una gran y sólida torre como puerta de entrada.
El castillo siguió siendo propiedad del obispo de Roskilde hasta que el rey Erico VII usurpó los derechos del castillo en 1417. Desde entonces, el castillo de Copenhague fue ocupado por el rey. A mediados del siglo XV, el castillo se convirtió en la principal residencia de los reyes daneses y en el centro del gobierno.
El castillo fue reconstruido varias veces. En la década de 1720, Federico IV reconstruyó por completo el castillo, pero se hizo tan pesado que los muros empezaron a ceder y a agrietarse. Por lo tanto, para Cristián VI, sucesor de Federico IV, inmediatamente después de su ascenso al trono en 1730, se hizo evidente que había que construir un castillo completamente nuevo.
En 1731 se inició la demolición del castillo de Copenhague, demasiado extenso y anticuado, para hacer sitio al primer Christiansborg. Las ruinas del castillo de Absalón y del castillo de Copenhague fueron excavadas a principios del siglo XX y pueden verse hoy en día en las excavaciones subterráneas bajo el actual palacio.

### Primer Christiansborg

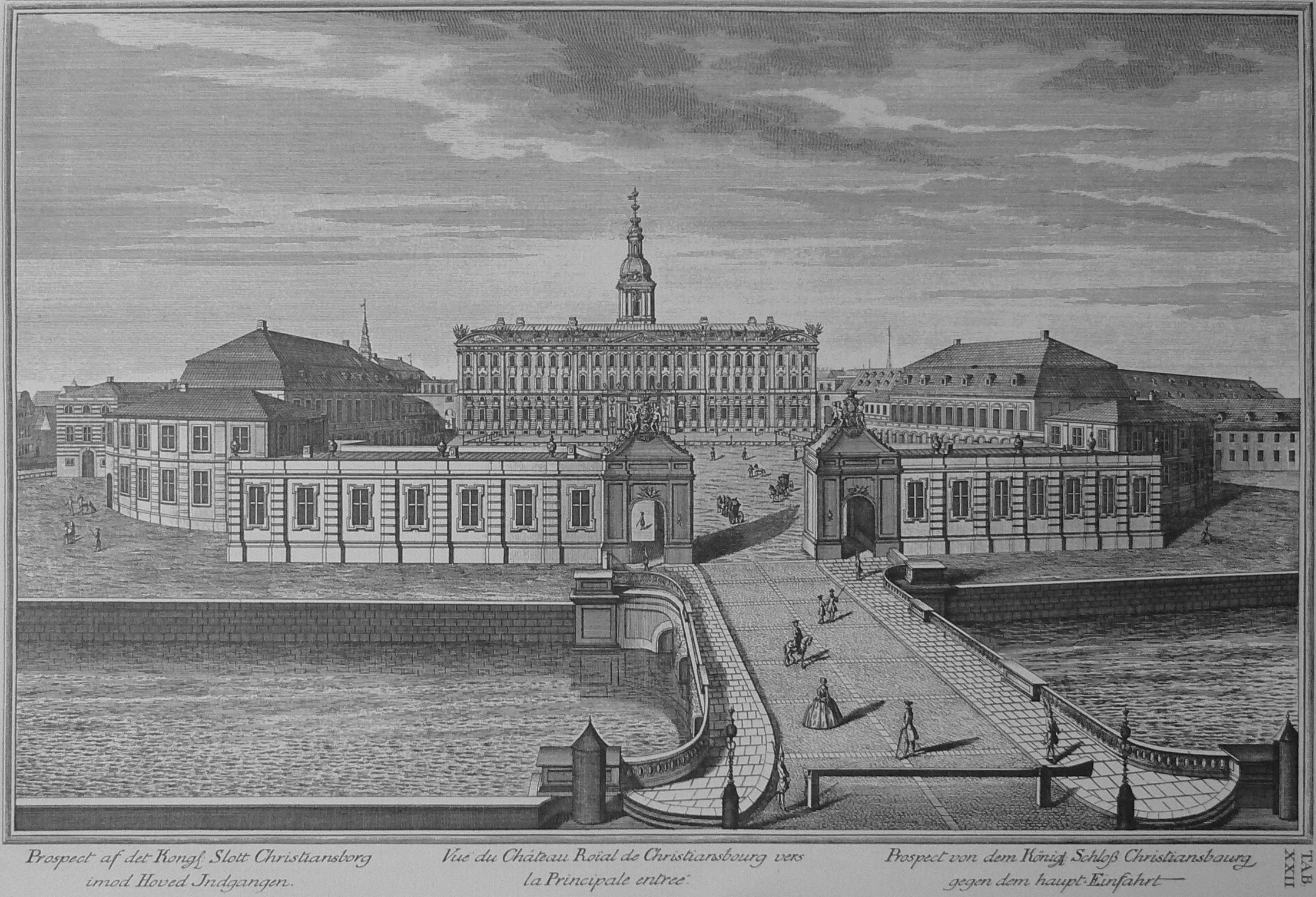
El primer Palacio de Christiansborg en 1746.

El rey Cristián VI encargó al arquitecto Elias David Häusser la construcción del primer palacio de Christiansborg (en danés, Christiansborg Slot) y en 1733 comenzaron las obras de un magnífico palacio barroco. En 1738, las obras del palacio principal habían avanzado tanto que fue posible comenzar con los demás edificios incluidos en el proyecto total. El palacio incluía un recinto para espectáculos y una capilla. La mayor parte del complejo palaciego se completó en 1745 y fue el mayor palacio del norte de Europa en aquella época.
El palacio y la iglesia quedaron arruinados por un incendio en 1794, pero la pista de equitación se salvó.

### Segundo Christiansborg

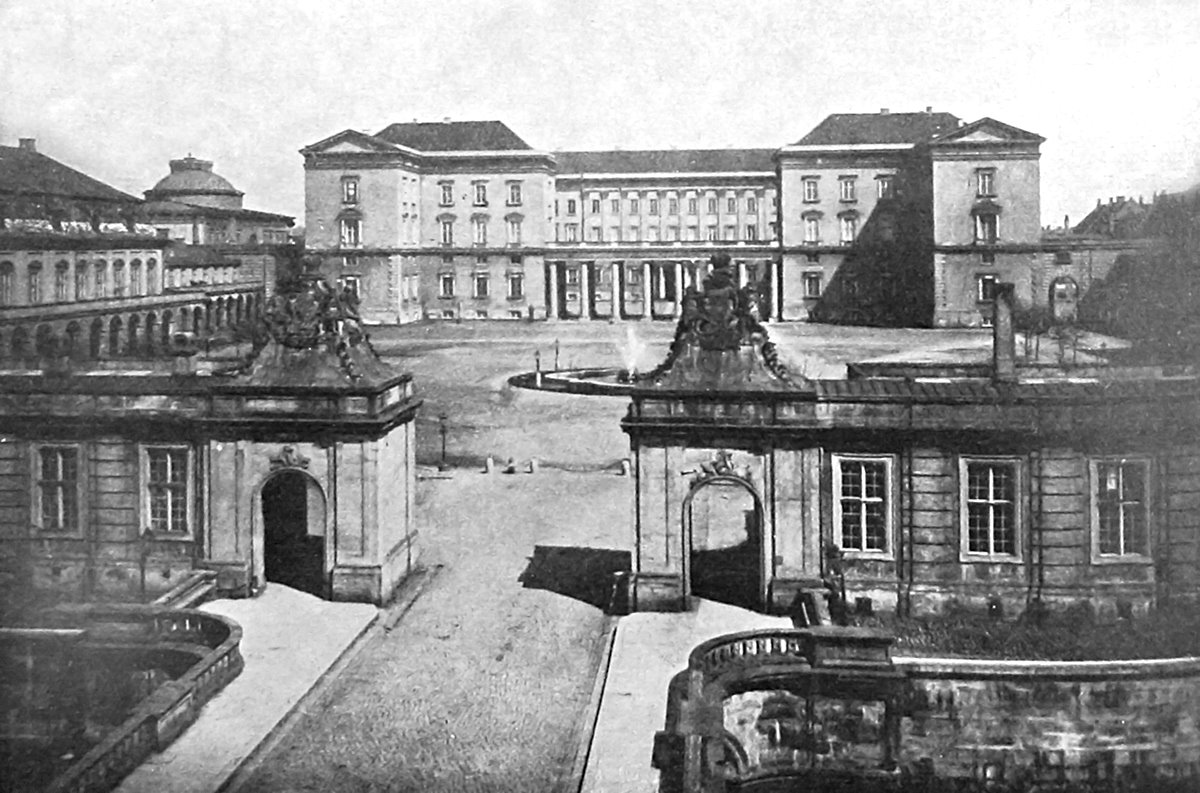
Vista del segundo palacio desde la pista de equitación.

Mientras la familia real vivía en alojamientos temporales en el Palacio de Amalienborg, el maestro de obras proveniente de Altona, el arquitecto Christian Frederik Hansen, fue llamado a Copenhague para resucitar el palacio. Hansen comenzó a construir el segundo Christiansborg en 1803 en estilo imperio francés. Cuando el palacio estuvo terminado en 1828, el rey Federico VI había decidido que no quería vivir allí después de todo y sólo utilizaba el palacio para el entretenimiento. El rey Federico VII fue el único monarca que vivió en el palacio. Esto ocurrió entre 1852-1863.
Tras la introducción de la monarquía constitucional con la Constitución de 1849, el ala sur del palacio se convirtió en el lugar de reunión de las dos cámaras del primer Parlamento danés (el Rigsdagen).
El segundo Christiansborg se incendió en 1884. Se salvó la pista de equitación, incluida la Escuela de Equitación, el teatro de la corte y la capilla de Hansen. Las ruinas permanecieron en el lugar durante los 23 años siguientes debido a las luchas políticas.

### Tercer Christiansborg

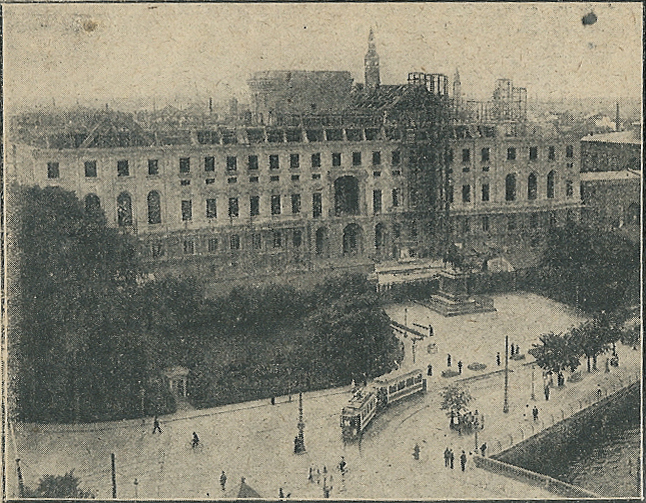
Construcción del tercer (y actual) palacio en 1914.

Thorvald Jørgensen ganó un concurso de arquitectura para decidir quién diseñaría el tercer (y actual) Christiansborg, que se construyó entre 1907 y 1928. El palacio debía albergar dependencias para la familia real, el poder legislativo y el judicial. Se construyó en estilo neobarroco de hormigón armado con fachadas recubiertas de granito. Se conservan fragmentos del palacio de C. F. Hansen en la fachada norte que da al Patio del Príncipe Jorge (Prins Jørgens Gård). El tejado original era de tejas, pero tras una colecta nacional, las tejas se sustituyeron por cobre en 1937-1938. Más tarde se añadió a la torre una veleta con dos coronas, y con 106 metros se convirtió en la torre más alta de la ciudad.
Durante los trabajos de excavación, se encontraron las ruinas del Castillo de Absalón y del Castillo de Copenhague. Se decidió hacerlas accesibles al público, así las ruinas bajo el actual palacio y la exposición histórica se abrieron al público en 1924.

## Palacio de Christiansborg en la actualidad

1: El palacio, 2: La puerta del Rey, 3: Plaza del palacio, 4: Patio interior, 5: Entrada al parlamento, 6: Patio del Rigsdag, 7: Museo del teatro, 8: Caballerizas reales, 9: Puente de mármol, 10: Pista de equitación, 11: Escuela de equitación, 12: Museo de Thorvaldsen, 13: Entrada a la Corte Suprema, 14: Puerta de la Reina, entrada a los Salas de Recepción Real, 15: Capilla del Palacio, 16: Patio del Príncipe Jorge.

El palacio está dividido aproximadamente por la mitad, con el Parlamento situado en el ala sur y las Salas de Recepción Real, la Corte Suprema y la oficina del primer ministro en el ala norte.
Varias partes del palacio están abiertas al público después del horario publicado, con visitas guiadas disponibles, por un precio considerable. Está situado en el céntrico barrio de Indre By ("centro de la ciudad") de Copenhague.

### Salas de Recepción Real

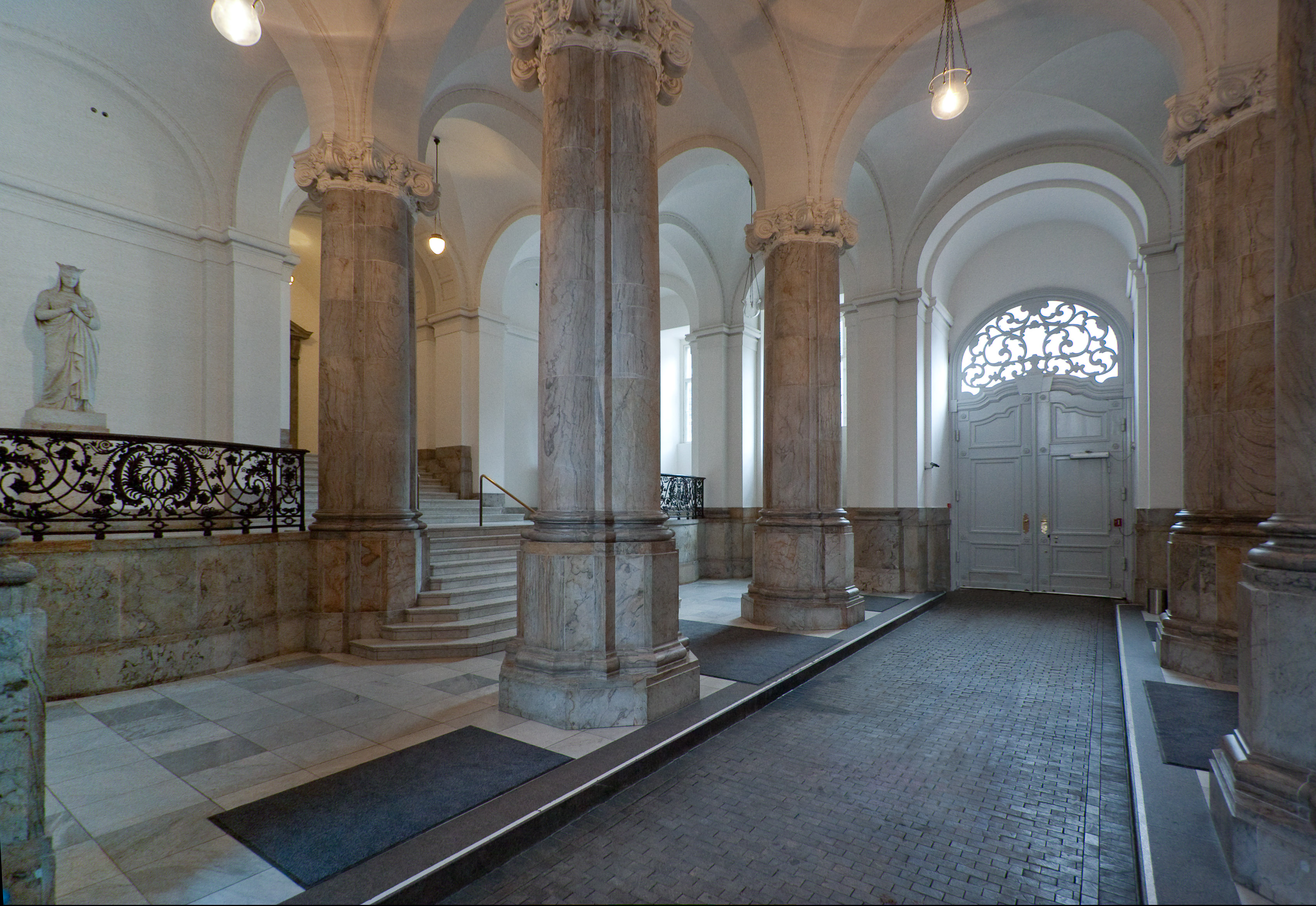
La Puerta de la Reina es la entrada principal a los Salones Reales.

Las Salas de Recepción Real del Palacio de Christiansborg están situadas en la planta baja y en el primer piso de la mitad norte del palacio. Se utilizan para los actos oficiales del monarca, como banquetes, Cenas de Estado, la Recepción de Año Nuevo, acreditaciones diplomáticas, audiencias y reuniones del Consejo de Estado.
Los Salones de Recepción están ricamente adornados con muebles y obras de arte rescatados de los dos palacios anteriores, así como con decoraciones de algunos de los mejores artistas daneses, como Nikolaj Abraham Abildgaard, Christoffer Wilhelm Eckersberg, Laurits Tuxen, Joakim Skovgaard y Bjørn Nørgaard.
Para llegar a las Salas de Recepción Real se pasa por la Puerta de la Reina (Dronningeporten), y por la Sala de los Alabarderos (Drabantsalen) hasta la Escalera del Rey (Kongetrappen). Al pie de la escalera se encuentran la Sala de Audiencias (Audiensgemakket) y la Sala del Consejo de Estado (Statsrådssalen). La Reina celebra una audiencia cada dos lunes y asiste al Consejo con el Gobierno cuando es necesario, normalmente los miércoles. La Reina en Consejo firma las nuevas leyes tras su aprobación en el Parlamento. La Sala de Audiencias y la Sala del Consejo de Estado son las únicas salas de recepción reales que están cerradas al público.
La Escalera del Rey da acceso al Salón de la Torre (Tårnsalen). En la Sala de la Torre se exponen una serie de tapices con motivos de canciones populares danesas, tejidos a partir de caricaturas pintadas por Joakim Skovgaard.

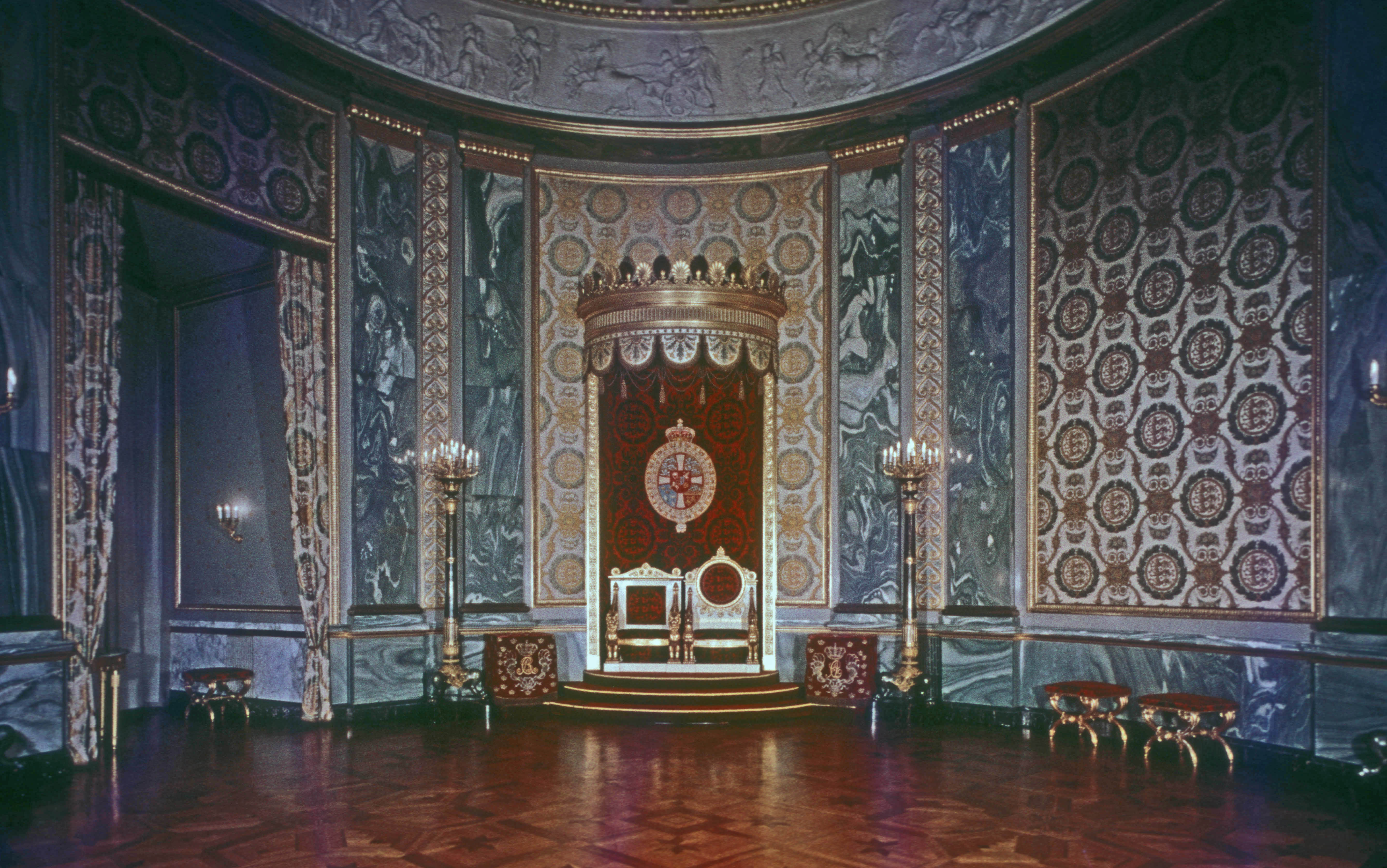
El Salón del Trono es donde los embajadores extranjeros presentan sus credenciales a la reina.

Frente a la plaza del Palacio se encuentra el Salón del Trono (Tronsalen), de forma ovalada, donde los embajadores extranjeros presentan sus credenciales a la reina Margarita II. El Salón del Trono da acceso al balcón donde se proclaman los monarcas daneses. El Salón del Trono está decorado con una gran pintura en el techo, obra de Kræsten Iversen, que representa cómo la bandera danesa, Dannebrog, cayó del cielo en Estonia en 1219.
Las Salas de Recepción Real también incluyen el Salón de Fredensborg (Fredensborgsalen), con la pintura de Laurits Tuxen del Rey Christian IX y toda su familia juntos en el Palacio de Fredensborg, y partes de la Biblioteca de la Reina.
El Gran Salón es el mayor y más espectacular de los salones de recepción reales. Tiene 40 metros de largo, una altura de 10 metros y una galería que rodea la sala. Tiene capacidad para 400 invitados y se utiliza para banquetes, Cenas de Estado y recepciones.
El Gran Salón fue renovado con motivo del 60.º cumpleaños de la Reina Margarita II, cuando se colgaron en las paredes los 17 tapices del artista Bjørn Nørgaard que relatan la historia de Dinamarca. Los tapices fueron un regalo de la comunidad empresarial danesa con motivo del 50.º cumpleaños de la reina Margarita II.
El Salón Alejandro (Alexandersalen) debe su nombre al friso de mármol de Bertel Thorvaldsen "Alejandro Magno entra en Babilonia". El friso se hizo para el segundo Palacio de Christiansborg y partes de él sobrevivieron al incendio. Posteriormente fue restaurado y montado en esta sala. El salón se utiliza para pequeñas recepciones y cenas oficiales, a menudo en relación con visitas de Estado.

### Ala del parlamento
El primer piso del ala del Parlamento está estructurado en torno al vestíbulo. En ambos extremos del vestíbulo se encuentran las cámaras del Rigsdagen, el antiguo parlamento bicameral; la cámara del Folketing se encuentra en el extremo más alejado y la del Landsting en el otro (la cámara más alejada es la única en uso desde que el Folketing se convirtió en la única asamblea legislativa en 1953). A lo largo del vestíbulo hay varias salas, como el despacho del presidente del parlamento y las oficinas de la administración.

### Ruinas bajo el palacio
Bajo el actual palacio se encuentran las ruinas del Castillo del Obispo Absalón y del Castillo de Copenhague. Cuando se construyeron los cimientos del actual palacio de Christiansborg, los obreros se toparon con las ruinas de varios edificios y partes de un muro cortina.
Se llamó a los expertos del Museo Nacional de Dinamarca y se desenterraron las ruinas que se encontraban bajo el patio interior del palacio. El interés del público por estas ruinas, que se remontan al año 1167, fue enorme. Por ello, se decidió que las ruinas no debían cubrirse de nuevo, sino conservarse para la posteridad. La estructura de hormigón armado erigida para cubrir las ruinas fue la mayor de su clase en Dinamarca cuando se construyó en 1908.
Las ruinas bajo la plaza del palacio se excavaron en 1917 y también se construyó una cubierta sobre ellas. Las ruinas están abiertas al público desde 1924. La exposición de las ruinas fue renovada durante el periodo 1974-77 y ha permanecido más o menos intacta desde entonces.

### La capilla del palacio

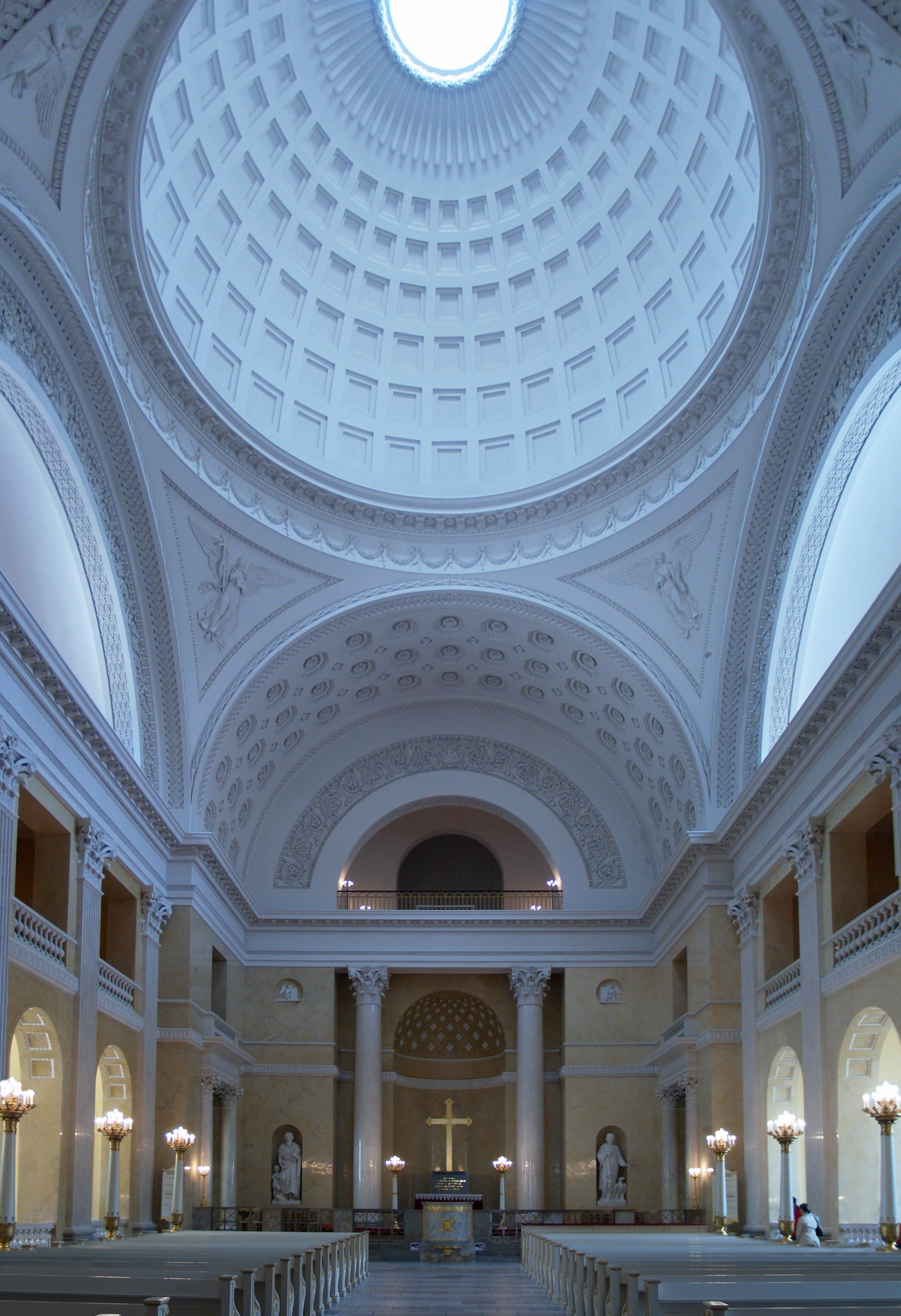
La capilla del palacio.

La capilla del palacio de Christiansborg es una parte del palacio que está a disposición del monarca danés. Se utiliza para las ceremonias religiosas de los miembros de la familia real danesa, sobre todo para los bautizos, las confirmaciones y los velatorios oficiales. También es utilizada por el parlamento danés para el servicio religioso relacionado con la apertura del parlamento.
La historia de la capilla del Palacio de Christiansborg se remonta al primer Palacio de Christiansborg, construido por el contratista general Elias David Häusser entre 1733 y 1745. El rey Christian VI era aficionado a la arquitectura, le encargó a un joven y talentoso arquitecto del servicio de construcción del rey, Nicolai Eigtved, el diseño de la capilla del palacio (1738 - 1742). Eigtved aprovechó la oportunidad y diseñó uno de los interiores rococó más distinguidos de Dinamarca.
En 1794 un incendio arrasó el palacio y se decidió demoler las ruinas por completo. Sin embargo, la demolición nunca se llevó a cabo.
El arquitecto Christian Frederik Hansen, que resucitó el palacio entre 1803 y 1828, recibió también el encargo de reconstruir la capilla del palacio en 1810. Las obras comenzaron en 1813, utilizando en lo posible los cimientos y la mampostería existentes. La iglesia y el palacio principal se construyeron en estricto estilo neoclásico, con una construcción de cúpula sobre el interior de la iglesia central. La capilla del palacio se inauguró el 14 de mayo de 1826, domingo de Pentecostés, para conmemorar el milenario de la introducción del cristianismo en Dinamarca.
El segundo incendio del palacio en 1884 no afectó a la iglesia, ya que el fuego se detuvo en los edificios que la unían al palacio. Sin embargo, el destino acabó con la iglesia el 7 de junio de 1992. La iglesia se quemó hasta los cimientos, probablemente a causa de los fuegos artificiales lanzados durante el carnaval de Pentecostés.
Durante el incendio de 1992, se quemaron el tejado, la cúpula y el suelo divisorio, mientras el inventario sufrió graves daños. Poco después, la Agencia de Palacios y Propiedades del Ministerio de Finanzas danés comenzó a reconstruir la capilla en colaboración con el Estudio de Dibujo A/S de Erik Møller y el Inspector Real de Edificios Estatales Catalogados, Jens Fredslund. No existían dibujos de la cúpula y el tejado, pero un ejercicio sistemático de arqueología de la construcción registró los restos carbonizados del edificio y permitió recrear la cúpula y el tejado. También se utilizaron métodos de construcción precisos históricamente durante el proceso de reconstrucción.
Los artesanos daneses no pudieron realizar el difícil trabajo de restaurar y recrear el enyesado del interior. Uno de los principales expertos alemanes, Manfred Siller, se encargó de enseñar esta venerable técnica a los estucadores daneses.
La iglesia reconstruida se inauguró el 14 de enero de 1997 para celebrar el Jubileo de Plata de la Reina Margarita II. La reconstrucción recibió el prestigioso premio Europa Nostra.

### Complejo Hípico

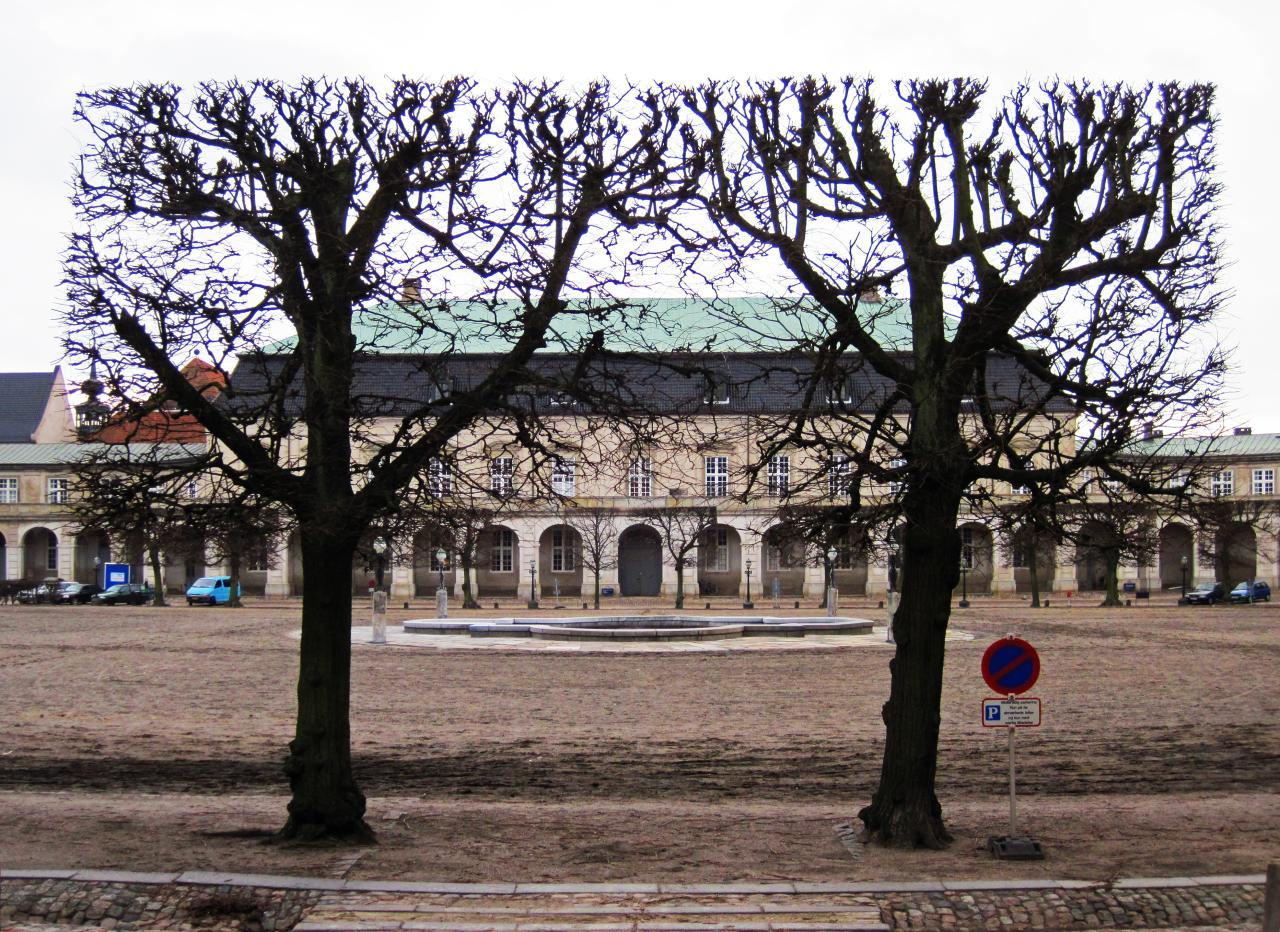
El Complejo Hípico de Christiansborg y los Establos Reales.

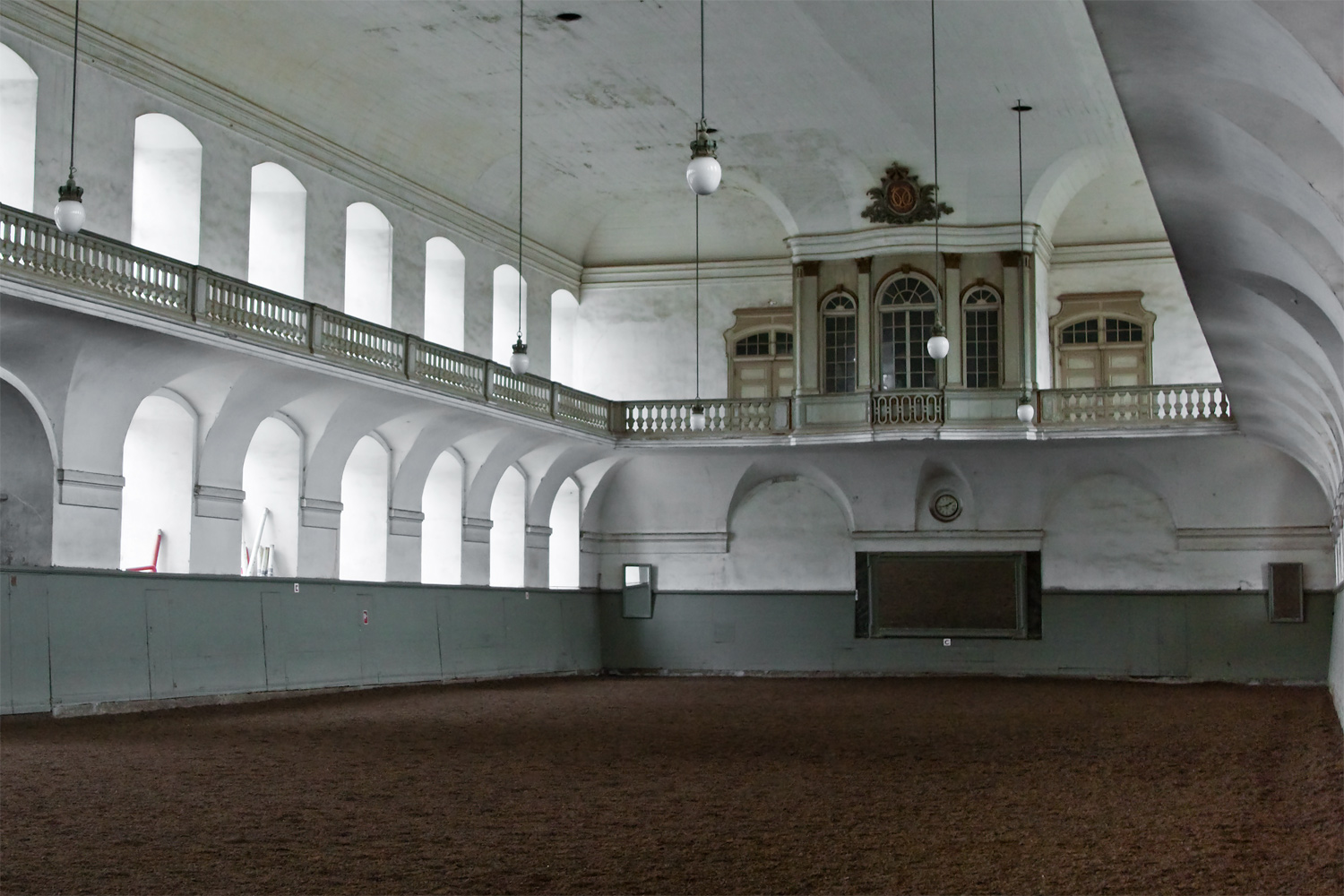
La Escuela de Equitación con el palco real en el balcón al fondo.

La pista de equitación es lo único que queda del primer palacio de Christiansborg. Consta de dos alas simétricas con un edificio de caballerizas recto, bajo y estrecho, seguido de un edificio alto y ancho y de unas caballerizas estrechas y curvas, tras lo cual un edificio final estrecho de una planta cierra las alas en el extremo del canal de Frederiksholm.
En 1742, el ala norte fue la primera en ser terminada. Las obras del ala sur se iniciaron en junio de 1740, pero se paralizaron en otoño debido a las dificultades para obtener suministros. Las obras no se reanudaron hasta enero de 1744, ahora bajo la supervisión del joven arquitecto Nicolai Eigtved. La superioridad artística de Eigtved hizo que resultara más hermosa que el ala norte. En 1746, 87 caballos de caza y 165 caballos de carruaje se trasladaron a los nuevos establos, el mayor número alcanzado.
Entre 1766 y 1767, el arquitecto Nicolas-Henri Jardin construyó un Teatro de Corte en el piso superior a las grandes caballerizas. Actualmente alberga el Museo del Teatro.
Las Caballerizas Reales albergan los caballos y carruajes utilizados para el transporte ceremonial de la familia real danesa durante los eventos de Estado y las ocasiones festivas. En 1789, el número de caballos alcanzó su máximo con 270 caballos dentro del establo. Hoy en día, quedan unos 20 caballos y algunas partes de los edificios originales de las caballerizas se han convertido en oficinas y garajes.
Entre 2007 y 2009, las Caballerizas Reales se sometieron a una profunda renovación para cumplir con los requisitos de la actual ley de bienestar animal.
En el ala norte del Complejo Hípico, frente al Teatro de la Corte, se encuentra una Escuela de Equitación. La Escuela de Equitación se utiliza para espectáculos ecuestres y para ejercitar a los caballos de las Caballerizas Reales. En ocasiones también se utiliza para diversos eventos culturales, como representaciones de ópera o teatro.
El interior se mantiene más o menos inalterado desde su construcción en la década de 1740. Está equipado con un balcón y un palco real para que el público pueda asistir a los ejercicios y a las representaciones. El palco real es único, ya que es la única sala real que se conserva del primer palacio.

#### El Teatro de la Corte

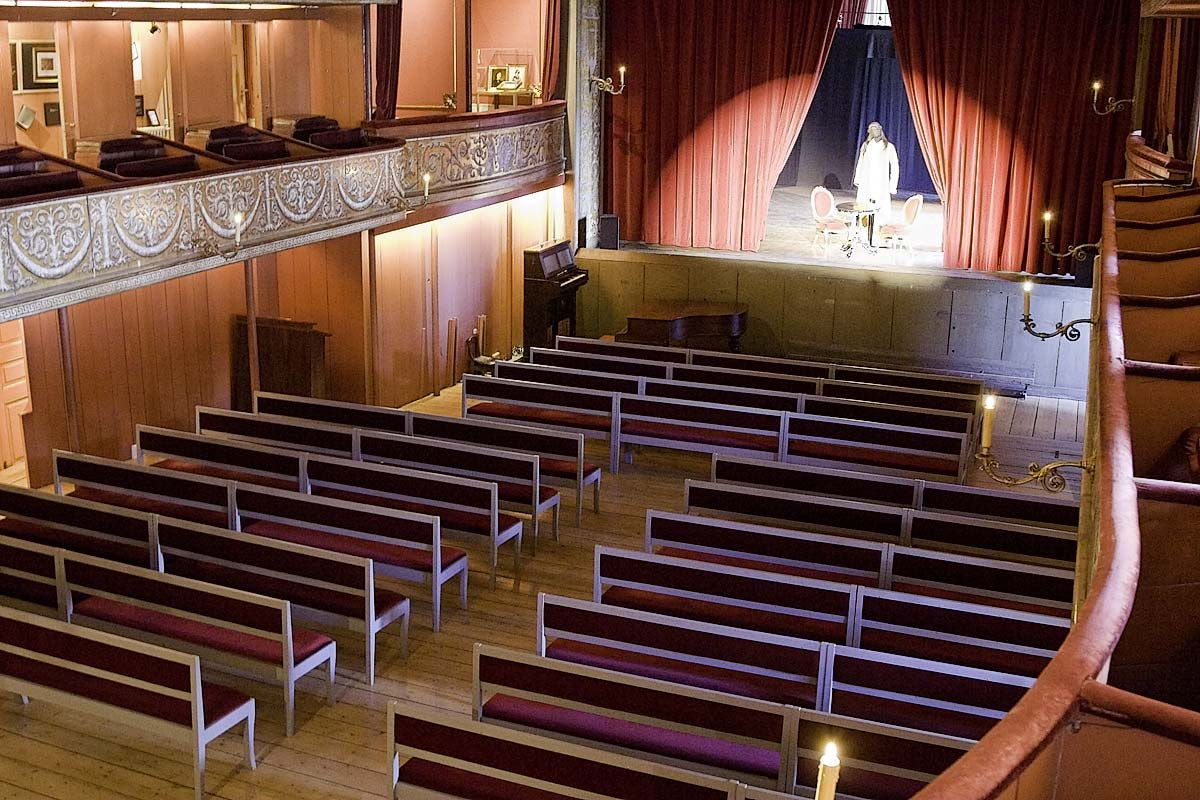
El auditorio del Teatro de la Corte.

El Teatro de la Corte está situado sobre las caballerizas en el ala sur del Complejo Hípico, frente a la Escuela de Equitación. Desde 1922, el Teatro de la Corte alberga la colección del Museo del Teatro. El auditorio se utiliza a menudo para representaciones teatrales, conferencias y programas de televisión.
Ya en el Castillo de Copenhague, una de las alas estaba habilitada como teatro. Sin embargo, el primer Palacio de Christiansborg se construyó sin teatro. Durante los primeros años del reinado de Cristián VII se hizo costumbre celebrar representaciones teatrales en el Salón de Banquetes, y en 1766 se decidió construir un verdadero teatro de corte. Se adaptó un almacén de arneses para convertirlo en un auditorio. El teatro fue diseñado por el arquitecto francés Nicolas-Henri Jardin e inaugurado por el rey Cristián VII y la reina Carolina Matilde en enero de 1767. Poco queda de este teatro original, ya que fue reconstruido en 1842 siguiendo los diseños del arquitecto Jørgen Hansen Koch. Con el tiempo, el Teatro de la Corte pasó a funcionar como un anexo del Teatro Real Danés. En 1881 se cerró el teatro como lugar de representación tras el trágico incendio del Ringtheater de Viena, que puso de manifiesto los peligros que entrañaba el uso continuado de los teatros antiguos.

### La Torre
En junio de 2014, se hizo accesible al público un mirador en la Torre, que sigue siendo la más alta de la ciudad, al tiempo que se reformó el interior de la Torre y se abrió un restaurante en lugar de lo que antes era un almacén. El acceso al mirador es gratuito, aunque es necesario pasar un control de seguridad debido al carácter oficial del edificio. Existe un cómodo ascensor.

#### La Vista
"La Vista" (en danés, Udsigten) es una plataforma de observación dentro de la Torre que permite disfrutar de las vistas de los siguientes edificios:
- en dirección sureste: Børsen, la Iglesia de Nuestro Salvador, la Iglesia de Cristián, El Diamante Negro, el Hotel Radisson Blu Scandinavia, el Koncerthuset y el AC Hotel Bella Sky Copenhague;
- en dirección suroeste: el Danhostel Copenhagen City, el Crystal, la Glipoteca Ny Carlsberg, los Jardines Tivoli, la Estación Central de Copenhague, el Silo Carlsberg, el Radisson Collection Hotel, el Ayuntamiento de Copenhague y el Scandic Palace Hotel;
- en dirección noroeste: el Ayuntamiento de Frederiksberg, la Iglesia de Nuestra Señora, la Torre Redonda, la iglesia del Espíritu Santo, el Centro de Arte Contemporáneo Nikolaj y el Rigshospitalet;
- en dirección noreste: la iglesia de Mármol, el Palacio de Amalienborg, la tienda Magasin du Nord, la planta de energía Amagerværket, la iglesia de Holmen y el Banco Nacional de Dinamarca.

### Otras características

#### El Puente de Mármol y los pabellones

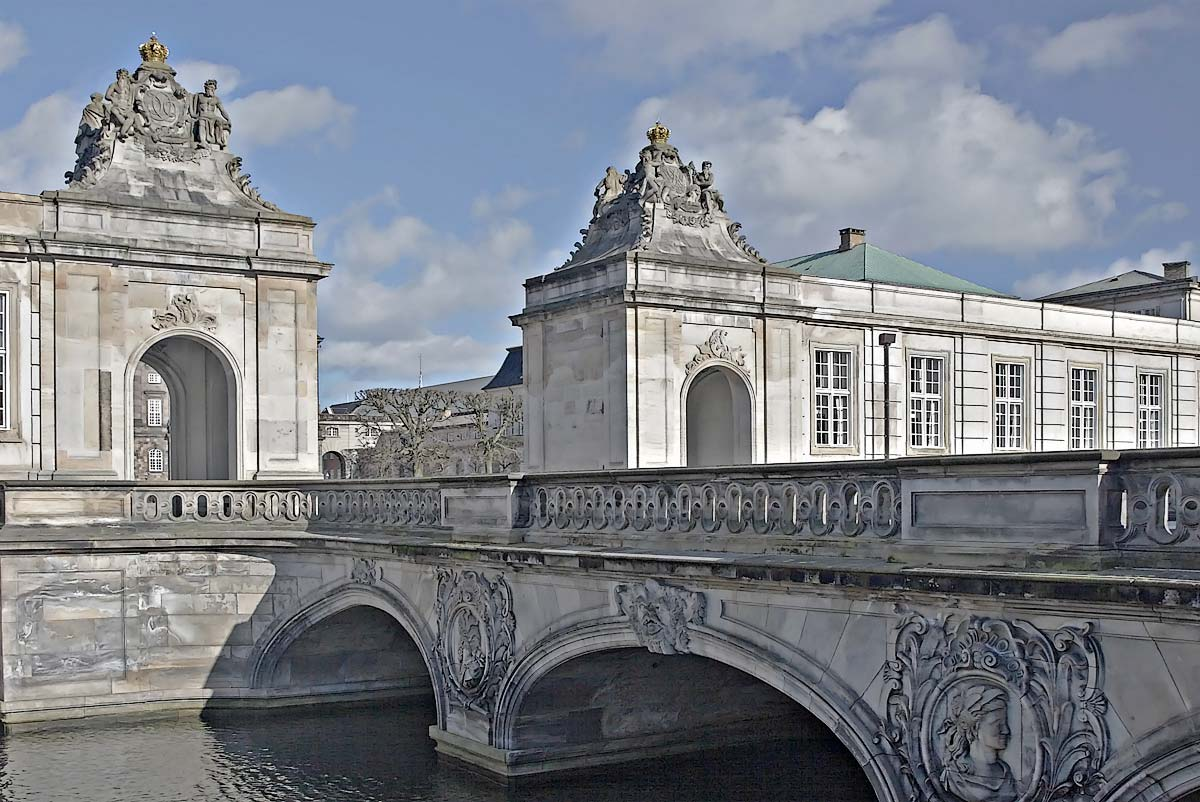
El Puente de Mármol y los pabellones.

En el proyecto original de Häusser del primer Christiansborg, las dos alas del palacio estaban unidas por una garita en el extremo del canal de Frederiksholm, y un puente levadizo conducía sobre el canal. La Comisión de Construcción del Palacio no estaba completamente satisfecha con la propuesta y pidió a dos jóvenes arquitectos que trabajaban para la autoridad real de construcción, Nicolai Eigtved y Lauritz de Thurah, que presentaran una sugerencia alternativa.
Su propuesta incluía un puente permanente sobre el canal de Frederiksholm, que constituía la entrada principal del palacio, y dos pabellones en forma de portal que flanqueaban una entrada abierta y cerraban el complejo entre las dos alas. Tanto el puente como los pabellones eran del nuevo estilo rococó.
La responsabilidad se transfirió a Eigtved, que fue el principal impulsor del proyecto.
El puente era extremadamente elegante: piedra arenisca cubierta con decoraciones de medallones del escultor Louis August le Clerc. Las aceras estaban pavimentadas con mármol noruego, de ahí el nombre de Puente de Mármol (Marmorbro), y la calzada con adoquines.
Los pabellones eran tan magníficos como el puente. Estaban revestidos con piedra arenisca de Sajonia, y el escultor Johan Christof Petzoldt decoró profusamente los tejados cóncavos con los monogramas de la pareja real, uno detrás del otro, y cuatro figuras en cada tejado que simbolizaban los rasgos positivos de la pareja real. La decoración interior fue realizada por el maestro cantero de la corte, Jacob Fortling. El puente y los pabellones se terminaron en 1744.
En 1996, cuando Copenhague fue Capital Europea de la Cultura, la Agencia de Palacios e Inmuebles terminó una restauración de la pista de equitación que había llevado muchos años. El puente y los pabellones de mármol fueron restaurados entre 1978 y 1996 por el arquitecto Erik Hansen y la pista de equitación entre 1985 y 1996 por el inspector real de edificios estatales catalogados, Gehrdt Bornebusch.

#### Estatua ecuestre del rey Cristián IX
Poco después de su muerte, en 1906, se inició una colecta para la construcción de un monumento al rey Cristián IX. Al año siguiente se invitó a cuatro artistas a competir por el encargo. No se discutió la posición de la estatua, se erigiría en el Complejo Hípico de Christiansborg como colgante de la estatua del rey Federico VII en la plaza del Palacio.
La escultora Anne Marie Carl-Nielsen, esposa del compositor Carl Nielsen, ganó el concurso con su propuesta de una nueva estatua ecuestre. En la propuesta, la estatua aparecía sobre un alto pedestal, a cuyos lados había relieves que representaban una procesión de los principales hombres de la época, como el industrial Carl Frederik Tietgen, el político Jakob Brønnum Scavenius Estrup y los poetas Jens Peter Jacobsen y Holger Drachmann. Los relieves se eliminaron más tarde, y el arquitecto Andreas Clemmensen diseñó el pedestal que lleva el caballo en la actualidad.
La escultora buscó por todo el país el caballo adecuado para servir de modelo, pero lo encontró en Hannover, Alemania. Esto provocó un gran disgusto entre los criadores de caballos daneses.
El monumento tardó mucho tiempo en completarse, pero en 1927, 21 años después de la muerte del rey, se inauguró en el Complejo Hípico.